# Planxty
Planxty är en irländsk folkmusikgrupp, bestående av Christy Moore (sång, akustisk gitarr, bodhran), Dónal Lunny (bouzouki, gitarr), Andy Irvine (sång, mandolin, mandola, bouzouki, vevlira, munspel) och Liam O'Flynn (uilleann pipe, tin whistle). Gruppen startade under 1970-talet.
Namnet Planxty kommer från ett ord som den klassiska harpisten Turlough O'Carolan använder i många av sina verk, och tros vara en hyllning till en specifik person. "Planxty" tros vara en förvrängning av det iriska ordet och populära skålen "sláinte", med betydelsen "god hälsa". Andra säger att ordet inte alls har ett irländskt ursprung utan kommer från det latinska ordet "plangere", med betydelsen att slå. 

## Historia
1972 släppte Christy Moore sitt andra album Prosperous, inspelat i ett hus i byn med samma namn. De andra blivande Planxty-medlemmarna medverkade på skivan, och bildade Planxty tillsammans med Moore efter inspelningen. Lunny var skolkamrat till Moore och hade spelat i en duo med Irvine. O'Flynn hade spelat med både Christy och Lunny på lokala spelträffar, s.k. sessions. Gruppens första framträdande var som förband till Donovan i Galway. Det blev en succé, oväntad för både gruppen och publiken. Irvine, som inte kunde se publiken genom scenljuset oroade sig för att publiken var på gränsen till ett upplopp. Det tog honom flera minuter att inse att han hörde entusiasm. .
(På retrospektivet från 2004, The Christy Moore Box set, finns en lågkvalitetsinspelning av sången "Raggle Taggle Gypsy", inklusive publikens reaktion.) 
En viktig influens på Planxty, och i synnerhet Christy Moore, var de sånger som John "Jacko" Reilly, en irish traveller från Boyle i Roscommon, sjöng. Det var av Reilly som Moore lärde sig "The Raggle Taggle Gypsy", vilken spelades in på det första Planxtyalbumet, tillsammans med "The Well Bellow the Valley" och "As I Roved Out" som förekom på The Well Below the Valley. Christy återkom senare till Reillys sångbok för en uppdaterad version av den långa balladen Lord Baker, som spelades in till Planxtys skiva "Words & Music" från 1983.
Gruppen släppte den rosade singeln The Cliffs of Dooneen, vilken snabbt ledde till ett exklusivt kontrakt med Polydor Records. Bandmedlemmarna, som var ekonomiskt oerfarna, skrev på ett kontrakt på 30 000 pund, men för sex album med en låg procent royalties. De kunde aldrig få mycket pengar på försäljningen av album, och var därför skuldsatta när bandet upplöstes. 
Bandet blev väldigt populära de efterföljande åren på Irland och i Storbritannien samt resten av Europa, och de spelade in ytterligare två album de följande två åren. Efter det skingrades de, och en samling vid namn The Planxty Collection släpptes. Med tiden ändrades bandmedlemmarna – Johnny Moynihan ersatte Dónal Lunny i juli 1973 och Paul Brady ersatte Christy Moore 1974.
Originalmedlemmarna återskapade Planxty 1979. De spelade in tre album, och gjorde stora förändringar och tillägg till deras sättning, mest noterbart flöjtisten Matt Molloy, som spelat med Bothy Band och senare med The Chieftains.
1983 lämnade Dónal Lunny och Christy Moore bandet för att koncentrera sig på Moving Hearts, Irvine och O'Flynn började satsa på sina solokarriärer (den förstnämnde i bandet Patrick Street). Efter många års inaktivitet ledde ett låg-publicitetsgig i Lisdoonvarna till spelningar i Dublin och County Clare år 2004, och "Live 2004" som släpptes både på DVD och CD. Leagues O'Toole dokumenterade bandet i biografin The Humours of Planxty, som publicerades av Hodder Headline under 2006.

## Diskografi
- Planxty, 1973
- The Well Below The Valley, 1973
- Cold Blow And The Rainy Night, 1974
- The Planxty Collection, 1976
- After The Break, 1979
- The Woman I Loved So Well, 1980
- Words & Music, 1983
- Live 2004, 2004